# Соко град (Конавле)
Соко град или Сокол је средњовековна утврда у Конављу која спада у групу војних тврђава. Смештена је на брдском превоју који је спајао Дубровачку републику са херцеговачким залеђем, чиме је чинио главну заштитницу републике ка том делу унутрашњости Балкана.

## Прошлост
Тврђава је подигнута на месту које је било стратешки значајно за тај део Балкана од давнина, о чему сведоче археолошки остаци који указују да је на том месту постојало утврђење још у доба Илира. Касније је на том месту постојао и римски каструм, тако да ово утврђење има континуитет још од времена Илира, а можда и пре њиховог времена. 
Тврђава је чинила границу залеђа према Дубровачкој републици све до 1391. године када је тамошњи обласни господари Санковићи препуштају републици на коришћење, да би Соко град од 1421. године и званично ушао у састав Дубровачке републике.

## Изглед утврде
Град Соко је смештен на природној стени која доминира околином и са ње се погледом може обухватити цело Конавље. Камен који је коришћен у градњи тврђаве доста подсећа на камен од кога је стена на којој је град подигнут, тако да је тврђаву тешко уочити из даљине јер се уклапа у околину и надовезује на стену на којој је подигнута.
У самој тврђави су се налазили карактеристични објекти за једну војну тврђаву:
- Војне бараке и кастеланов дом
- Барутана
- Складиште хране и вински подрум
- Цистерна за воду

Поред тога у њој је постојала и зграда у коју се смештао околни народ у случају опасности, најчешће пред налетима турских пљачкашких одреда, док се испод самог града налази се црква Госпе од Сокола (Богородице Соколске).